# Robbie Williams
Robert Peter "Robbie" Williams, född 13 februari 1974 i Stoke-on-Trent, Staffordshire,  är en brittisk sångare, låtskrivare och Unicef-ambassadör.

## Bakgrund
Williams är son till stand-up-komikern och sångaren Peter Williams, mer känd under sitt artistnamn Pete Conway, och hans hustru Janet. Hans föräldrar skildes när Williams var två år gammal  och han växte därefter upp med sin mamma i Burslem i Stoke-on-Trent.     
Under uppväxten ville Williams bli skådespelare och medverkade i flera skolpjäser.   När Williams var 15 år såg hans mamma en annons i den lokala dagstidningen där managern Nigel Martin-Smith letade efter nya talanger till ett popband. Hans mamma skickade in hans CV, och efter en audition med Martin-Smith fick Williams en plats i bandet som skulle komma att bli Take That. 

## Musikkarriär

### 1989–1995: Take That
Take That slog igenom 1990 och var under det tidiga 1990-talet ett av Europas största popband. Trots bandets framgångar blev Williams mer och mer deprimerad och började efter några år i bandet dricka alkohol varje kväll för att döva sina känslor. I Take That-dokumentären Take That: For the Record 2005 berättade Williams att han var en fullt utvecklad alkoholist redan vid 20 års ålder. Williams menade att det också fanns en intern rivalitet och avundsjuka i bandet när det gällde att få skriva låtar, sjunga huvudstämma på singlar, och om managern Martin-Smiths uppmärksamhet och uppskattning. Williams upplevde att han aldrig blev sedd av managern, utan att Martin-Smith ständigt favoriserade Gary Barlow. 
Sommaren 1995 försvann Williams från repetitionerna inför Take Thats Nobody Else tour och åkte till Glastonburyfestivalen utan att berätta något för varken  Martin-Smith eller övriga bandmedlemmar. På festivalen tog han droger och festade öppet med Oasis, vilket övriga Take That-medlemmar fick läsa om i tidningen dagen efter. När Williams återvände till repetitionerna beslutades att han skulle lämna Take That och inte delta i den kommande turnén. Det finns delade historier om huruvida Williams sa upp sig självmant, eller om han fick sparken av Nigel Martin-Smith, som sägs ha utsett Jason Orange till talesperson och fått Orange till att sparka Williams.
1995–1996 levde Williams ett hårt liv med festande och drogmissbruk, innan Elton John till slut skickade honom på drogrehabilitering.

### 1996–2009: Solokarriär
Efter avslutad drogbehandling inledde Williams en solokarriär 1996. De första fyra singlarna floppade, men skivbolaget fortsatte satsa på Williams och han fick till sist sitt stora genombrott med den femte singeln Angels 1997. Angels blev nominerad till flera priser på Brit Awards samma år, och solokarriären vände därefter spikrakt uppåt.  
1998 släppte Williams singeln No Regrets, tillägnad sina forma bandkollegor i Take That, och började samtidigt en offentlig hatkampanj i media mot Take That, och framförallt mot Gary Barlow, som skulle komma att pågå i 10 år.  Take That hade vid det laget gått skilda vägar och Barlow, som också försökte göra solokarriär, hade inte alls lyckats lika bra som Williams.  
Under 2000-talet fortsatte Williams leverera hitsinglar. Bland hans största hits från 2000-talet är Feel, Rock DJ, Come Undone, Advertising Space och She's Madonna.  
Under mitten av 2000-talet försämrades Williams mentala hälsa och han började återigen att missbruka droger, vilket också ledde till att hans musikkarriär började gå sämre. Samtidigt gjorde Take That storslagen comeback i Storbritannien, med flera nya album och utsålda turnéer.     
2007 lade Williams in sig själv på behandlingsklinik  och flyttade till Los Angeles i USA. Då varken Take That eller Williams någonsin hade slagit igenom i USA kunde han leva anonymt där och bara fokusera på sitt tillfrisknade. Under sina första tre år i USA lämnade Williams aldrig huset. 

### 2010 – 2011: Återförening med Take That och försoning med Gary Barlow
Efter att Take That återförenades 2005 gjorde Mark Owen, Howard Donald, Jason Orange och Gary Barlow flera försök att kontakta och försonas med Williams.   Williams var dock inte redo för försoning, dels på grund av försämrad mental hälsa och dels eftersom han skämdes över saker han sagt om bandet i media genom åren. 
När Take That befann sig i Los Angeles för att mixa albumet The Circus 2008 övertalade Williams flickvän Ayda Field till sist Williams att gå med på att träffa och bjuda hem Barlow, Orange, Owen och Donald för att prata ut. Efter att ha löst alla gamla konflikter och bett varandra om ursäkt på bara några timmar skrev Barlow och Williams låten Shame tillsammans om deras 10 år långa konflikt.  Shame släpptes 2010 och blev Williams första listetta på flera år.    
2010 meddelade Take That på en presskonferens att Robbie Williams återigen var med i bandet. Bandet släppte därefter albumet Progress i november 2010 och den efterföljande Progress-turnén sommaren 2011, där även Williams medverkade, slog alla försäljningsrekord. 
Williams lämnade Take That för andra gången i slutet av 2011, men den här gången skildes alla som vänner och Williams har efteråt gjort flera tillfälliga inhopp i Take That vid konserter och tv-framträdanden.

### 2012 –: Fortsatt solokarriär och världsrekord
Efter att ha lämnat Take That för andra gången fick Williams solokarriär nytt liv med bland annat låtarna Candy, skriven tillsammans med Gary Barlow, och Love My Life. 
När samlingsalbumet XXV släpptes 2022 för att fira Williams 25 år som soloartist slog han rekord för flest album av en soloartist som nått en förstaplacering i Storbritannien. Elvis hade tidigare rekordet. 

## Privatliv
Efter att ha flyttat till USA 2006 träffade Williams och inledde ett förhållande med den amerikanska skådespelerskan Ayda Field. Paret gifte sig 2010 och har idag fyra barn tillsammans, en dotter född den 18 september 2012, en son född den 27 oktober 2014, en dotter född 2018, och en son född 2020.  

## Diskografi

### Studioalbum
- 1997 – Life Thru A Lens
- 1998 – I've Been Expecting You
- 2000 – Sing When You're Winning
- 2001 – Swing When You're Winning
- 2002 – Escapology
- 2005 – Intensive Care
- 2006 – Rudebox
- 2009 – Reality Killed the Video Star
- 2012 – Take The Crown
- 2013 – Swings Both Ways
- 2016 – The Heavy Entertainment Show
- 2019 – The Christmas Present
- 2022 – XXV

### Singlar
| - 1996 – "Freedom" - 1997 – "Old Before I Die" - 1997 – "Lazy Days" - 1997 – "South of the Border" - 1997 – "Angels" - 1998 – "Let Me Entertain You" - 1998 – "Millennium Hot Dogs of Can" - 1998 – "No Regrets" - 1999 – "Strong" - 1999 – "She's the One" / "It's Only Us" - 2000 – "Jesus in a Campervan" - 2000 – "United" - 2000 – "Rock DJ" - 2000 – "Kids" (med Kylie Minogue) - 2000 – "Supreme" - 2001 – "Let Love Be Your Energy" - 2001 – "Eternity" / "The Road to Mandalay" - 2001 – "Better Man" - 2001 – "Somethin' Stupid" - 2002 – "Mr. Bojangles" / "I Will Talk and Hollywood Will Listen" - 2002 – "Mack the Knife" - 2002 – "My Culture" (med 1 Giant Leap och Maxi Jazz) - 2002 – "Feel" - 2003 – "Come Undone" - 2003 – "Something Beautiful" - 2003 – "Sexed Up" - 2004 – "Radio" | - 2004 – "Misunderstood" - 2005 – "Tripping" - 2005 – "Make Me Pure" - 2005 – "Advertising Space" - 2006 – "Sin Sin Sin" - 2006 – "Rudebox" - 2006 – "Kiss Me" - 2006 – "Lovelight" - 2007 – "Bongo Bong and Je Ne T'Aime Plus" (med Lily Allen) - 2007 – "She's Madonna" (med Pet Shop Boys) - 2009 – "Bodies" - 2009 – "You Know Me" - 2010 – "Morning Sun" - 2010 – "Shame" (med Gary Barlow) - 2012 – "Candy" - 2012 – "Different" - 2013 – "Be a Boy" - 2014 – "The Days" (med Avicii) - 2014 – "Shine My Shoes" - 2016 – "Party Like a Russian" - 2016 – "Love My Life" - 2017 – "Mixed Signals" - 2019 – "Time for Change" - 2020 – "Can't Stop Christmas" - 2020 – "Mixed Signals" - 2022 – "Angels (XXV)" - 2022 – "Lost (XXV)" |